# Somisha conmela
Somisha conmela är en insektsart som beskrevs av Medler 1991. Somisha conmela ingår i släktet Somisha och familjen Flatidae. Inga underarter finns listade i Catalogue of Life.